# Cleopatra Fortune
Cleopatra Fortune (クレオパトラフォーチュン?) lanzado en América del Norte como Cleopatra's Fortune, es un videojuego arcade logia fue creado por Taito en septiembre de 1996 en Japón, también fue lanzado por PlayStation, Saturn y Dreamcast en asociación con Natsume, fue relanzado en Teléfonos móviles en 2003.
- Datos: Q5131739